# Cerruti
Pour les articles homonymes, voir Cerruti (homonymie).
Cerruti 1881 est une maison de mode et de prêt-à-porter de luxe, fondée en 1967 à Paris par le styliste italien Nino Cerruti.
La maison Cerruti crée, fabrique, distribue et vend du prêt-à-porter de luxe, jeans, sportswear, parfum, articles de maroquinerie, montres et accessoires. La maison commercialise ses produits sous plusieurs labels spécifiques tels que Cerruti 1881 et Cerruti Parfums.
En 1967, Nino Cerruti fonde la maison Cerruti, installe le siège social au 3 Place de la Madeleine à Paris et ouvre sa première boutique au no 27 de la rue Royale à Paris. Le lieu est encore aujourd'hui le siège social de la société.

## Héritage italien
En 1881, le grand-père de Nino Cerruti fonde Lanificio Fratelli Cerruti, une usine de filage et de tissage de laine. Installée à Bielle en Italie, elle fabrique notamment de la flanelle, du tweed, ou de l'étamine. Ces tissus sont utilisés pour les costumes de la marque mais également par de nombreuses autres marques de costumes prêt-à-porter ou sur-mesure.
Sous l’impulsion de Nino Cerruti, la lainière piémontaise devient un laboratoire de recherche, multipliant les innovations techniques pour créer de nouveaux fils : des filés très fins comme le super 100 (1 kg de laine pour 100 km de fil), suivi par les super 120, 150, 180 et même 210.[réf. nécessaire]
Aujourd’hui[Quand ?] encore, les tissus Cerruti sont fabriqués dans ces ateliers.

## Histoire et traditions de la maison
En 1957, Cerruti commence par ouvrir une boutique pour homme, connue sous le nom de Hitman,.
La saga Cerruti commence en 1967 avec des collections masculines, auxquelles s'ajoute une ligne féminine en 1976. Nino Cerruti est convaincu que la véritable élégance repose sur des vêtements qui mettent à l'aise. Il invente donc de nouveaux fils, élabore des techniques de finissage différentes[réf. nécessaire], vérifie chaque étape de la production.
En 1978 la maison Cerruti investit par ailleurs le monde de la parfumerie dès ses débuts[pas clair] avec Nino Cerruti pour Homme. Suivront Cerruti 1881 pour Homme en 1990, Cerruti Image en 1998, l'Essence de Cerruti en 2008 puis Cerruti 1881 Essentiel en 2018.
La griffe apparaît au cinéma dès la fin des années 1960, Faye Dunaway dans Bonnie and Clyde , Richard Gere dans Pretty Woman, Michael Douglas dans Basic Instinct, Clint Eastwood et John Malkovich dans Dans la ligne de mire, Sharon Stone dans Sliver, Tom Hanks et Antonio Banderas dans Philadelphia, Harrison Ford dans Danger immédiat, Jack Nicholson dans Crossing Guard et Bruce Willis dans Hudson Hawk.
En octobre 2000, Nino Cerruti cède la marque à des investisseurs italiens mais reste Président de l'entreprise familiale de son grand-père, Lanificio Fratelli Cerruti, dal 1881.
En décembre 2010, l'entreprise appartient au distributeur chinois Trinity Limited, filiale retail du groupe Li & Fung Group.
Aldo Maria Camillo assure la fonction de directeur artistique de 2012 à 2015. 
En octobre 2015, Jason Basmajian est nommé directeur créatif de la marque. Précédemment, il est le directeur créatif de Brioni et Gieves & Hawkes. 
La marque Cerruti présente son prêt-à-porter sous le label Cerruti 1881 à l'occasion d'un défilé lors des Semaines de la mode parisienne masculine Automne/Hiver et Printemps/Été.
Depuis l'Automne/Hiver 2018, une collection capsule Femme a été intégrée au sein des défilés[pas clair].
Cerruti 1881 décline aussi une collection d'accessoires tels que des montres, de la maroquinerie, des cravates et des lunettes (solaires et optiques), des parfums, une collection dédiée à l’écriture, ainsi qu'une ligne loungewear.

## Boutiques Cerruti
Le réseau de boutiques Cerruti 1881 compte 85 unités dans 58 villes à travers le monde.

## Chronologie des parfums Cerruti
- 1978 : Nino Cerruti (M)
- 1985 : Fair Play (M)
- 1987 : Nino Cerruti pour femme (F)
- 1990 : Cerruti 1881 (M)
- 1995 : Cerruti 1881 (F)
- 1998 : Cerruti Image (F)
- 2000 : Cerruti Image (M)
- 2002 : Cerruti 1881 Amber (M)
- 2003 : Cerruti 1881 Eau d'Eté (F)
- 2004 : Cerruti Sí (M)
- 2006 : Cerruti 1881 - Black (M))
- 2006 : Cerruti 1881 pour femme - Blanc (F)
- 2008 : L'Essence de Cerruti (M)
- 2011 : Cerruti 1881 Fairplay (M)
- 2013 : Cerruti 1881 Acqua Forte (M)
- 2014 : Cerruti 1881 Belle Notte (M & F)
- 2016 : Cerruti 1881 Sport (M)
- 2017 : Cerruti 1881 Signature (M)
- 2018 : Cerruti 1881 Essentiel (M)
- 2019 : Cerruti 1881 Riviera (M)